# Uigwe
Uigwe (en coréen : 의궤) est le nom générique donné à une vaste collection d'environ 3 895 livres décrivant en détail les cérémonies et rituels royaux de la dynastie Joseon de Corée.
La collection d'uigwe a été inscrite au programme Mémoire du monde de l'UNESCO en 2007.

## Contenu
Combinant texte et illustrations détaillées, chaque uigwe préserve les registres de la Surintendance (dogam), mis en place temporairement pour planifier et exécuter des rites d'État spéciaux. Ces rites comprenaient des investitures, des couronnements, des mariages, des banquets, la peinture de portraits royaux, des funérailles et des rites ancestraux. Chaque uigwe, certains en plusieurs volumes avec plusieurs exemplaires, a été écrit soit à la main, mais le plus souvent imprimé à l'aide de blocs de bois pour les copies des archives historiques. La plupart des uigwe, avaient une édition exclusive pour le roi, qui se distinguait par des couvertures en soie, du papier de haute qualité, une reliure, une écriture manuscrite supérieure et une présentation générale. Les couvertures en soie utilisées exclusivement pour le roi étaient faites de soie de qualité, avaient des motifs supérieurs souvent de nuages et avaient généralement des décorations rouges autour de sa bordure. Quatre à neuf autres versions copiées pour les savants ont été conservées pour chacune des quatre archives d'État, qui pendant la majeure partie de la période Joseon se trouvaient sur :
- le mont Jeongjoksan sur l'île de Ganghwa-do ;
- le mont Jeoksang dans le comté de Muju-gun, province de Jeollabuk-do ;
- le mont Odaesan dans la province de Gangwon-do ;
- le mont Taebaeksan dans le comté de Yeongwol-gun.

Le uigwe pour les funérailles et les mariages comprend de grandes images détaillées de processions, impliquant souvent des milliers de participants.

## Pillage et rapatriement

### 1866: troupes françaises
En 1782, la bibliothèque extérieure Gyujanggak (connue sous le nom de Oe-Gyujang-gak) a été construite dans l'ancien palais royal de l'île de Ganghwa-do pour accueillir un excédent de livres de la bibliothèque principale Gyujanggak du palais Changdeokgung à Séoul, où les copies royales ont été conservés et la plupart des copies y ont été transférées. En 1866, après l'exécution d'un certain nombre de missionnaires catholiques français en Corée, un corps expéditionnaire français est venu de Chine pour demander des explications, ce qui a abouti à la campagne française contre la Corée. Incapables d'accéder aux autorités, les troupes ont attaqué l'île de Ganghwa-do et ont saisi les livres royaux, ainsi qu'une grande quantité d'argenterie et d'autres artefacts royaux. Les livres ont été conservés à la Bibliothèque nationale de France. Ils ont été largement oubliés jusqu'à ce que le chercheur coréen Park Byeongseon les découvre en 1975, alors qu'il y travaillait comme bibliothécaire.
À la suite de la découverte, le retour a été officiellement demandé en 1992. En 1993, le président français de l'époque, François Mitterrand, en a rendu un exemplaire lors d'une visite à Séoul pour vendre la technologie de train à grande vitesse (TGV) ; avec la promesse de retourner la collection restante. Le gouvernement coréen a tenté de récupérer les documents royaux par le biais d'un bail permanent, car la loi française interdit la restitution des biens publics au nom de l'inaliénabilité. En 2007, l'association coréenne « Action culturelle » a demandé au ministre de la Culture le déclassement du domaine public de ces ouvrages. À la suite du refus du ministère, un recours administratif a été introduit par l'association, mais il a été successivement rejeté par un jugement du tribunal administratif de Paris en 2009 puis par un arrêt de la cour administrative d'appel de Paris en juillet 2013.
Après une série de longs différends et négociations, un accord a été conclu par le président Lee Myung-bak et le président Nicolas Sarkozy lors du sommet du G-20 de Séoul en 2010 pour renvoyer les documents sur une base de prêt renouvelable de cinq ans. D'avril à juin 2011, 297 volumes avec 191 uigwe différents ont été renvoyés en quatre versements distincts.

### 1922: période d'occupation japonaise
En 1922, durant la colonisation japonaise de la Corée, de nombreux livres, dont 167 d'Uigwe, ainsi que quelque 1000 autres reliques, conservés à la bibliothèque royale Gyujanggak au palais Changdeokgung et les archives historiques du temple bouddhiste du mont Odaesan ont été transférés à l'Université de Tokyo. Ils n'ont donc pas été inclus dans la liste des artefacts à restituer établie en 1965, lorsque les deux pays ont signé un traité normalisant les relations diplomatiques.
En novembre 2008, le conseil municipal de Séoul a adopté une résolution exhortant le Japon à rendre les uigwe. On pense que la collection pillée a inclus le protocole funéraire d'État de l'impératrice Myeongseong, qui a duré environ deux ans après son assassinat par des assassins japonais dans le palais de Gyeongbokgung en 1895.
En août 2010, le Premier ministre japonais de l'époque, Naoto Kan, a annoncé le retour des Uigwe pour marquer le centenaire de l'annexion japonaise de la Corée. Puis, en octobre 2011, le Premier ministre Yoshihiko Noda en a rendu cinq exemplaires lors de sa visite à Séoul dans le but d'améliorer les relations. Les copies relataient les rituels royaux du roi Gojong et du roi Sunjong, les deux derniers empereurs de la dynastie Joseon et de l'Empire coréen avant l'annexion de 1910. Cela a été suivi, après un processus de 16 mois, par le retour de 1 200 volumes dont 150 uigwe en décembre 2011.

## Collection et exposition
Les uigwe restés en Corée sont conservés dans la bibliothèque Gyujanggak de l'université nationale de Séoul (2 940 volumes de 546 uigwe différents) et dans la collection Jangseogak de l'académie des études coréennes (490 volumes de 287 uigwe).

### Musée national de Corée
Les 297 exemplaires des uigwe qui ont été renvoyés de France sont conservés au Musée national de Corée, où une exposition spéciale, Le retour des Uigwe Oegyujanggak de France : archives des rites d'État de la dynastie Joseon, a eu lieu à partir du 19 juillet au 18 septembre 2011.
En juin 2011, avant l'exposition, le Musée a présenté cinq exemplaires aux médias. Ils ont été sélectionnés pour leur importance historique et pour démontrer le large éventail d'activités enregistrées dans différents types d'Uigwe. Il s'agissait de :
- Uigwe pour une fête royale (1630) ;
- Uigwe pour la cérémonie de remise de noms honorifiques à la reine Jangryeol (1686) ;
- Uigwe pour les funérailles d'État de la reine Jangryeol (1688) ;
- Uigwe pour les funérailles d'Uiso, le petit-fils aîné du roi (1752) ;
- Uigwe pour la construction du palais de l'Ouest (1831).

Le Uigwe pour une fête royale est la plus ancienne copie pillée par les Français. Il a enregistré la fête royale organisée par le roi Injo de Joseon en mars 1630, souhaitant longévité et bonne santé à la reine douairière Inmok. C'est aussi l'une des rares versions copiées car la plupart d'entre elles seraient des éditions originales qui auraient été exclusivement imprimées pour le roi. Le musée a déclaré que trois des cinq montrées n'avaient aucune version copiée. Quelques couvertures en soie d'autres volumes ont également été exposées séparément, la Bibliothèque nationale de France en ayant retiré 286 pour les restaurer dans les années 1970.

### Musée du palais national de Corée
Les copies qui ont été retournées par le Japon sont conservées au Musée national du palais de Corée avec une exposition spéciale du 27 décembre 2011 au 5 février 2012.